# 1229年
| 千纪： | 2千纪 |
| 世纪： | 12世纪 \| 13世纪 \| 14世纪 |
| 年代： | 1190年代 \| 1200年代 \| 1210年代 \| 1220年代 \| 1230年代 \| 1240年代 \| 1250年代                                                           |
| 年份： | 1224年 \| 1225年 \| 1226年 \| 1227年 \| 1228年 \| 1229年 \| 1230年 \| 1231年 \| 1232年 \| 1233年 \| 1234年                                 |
| 纪年： | 己丑年（牛年）；金正大六年；蒙古太宗元年；南宋绍定二年；蒲鲜万奴大同六年；廖森重德元年；大理仁壽三年；越南建中四年；日本安貞三年，寬喜元年 |

## 大事记
- 亚洲
  - 9月13日——窝阔台被推举为第二任大蒙古国皇帝（蒙古帝国大汗），去世后被追尊为元太宗
  - 阿尤布王朝苏丹凱末爾將聖城耶路撒冷、伯利恆和通往地中海的走廊割讓予耶路撒冷王國，並與十字軍締結為期十年的和約，第六次十字軍東征以兵不血刃的情況下取回聖城告終。
- 欧洲
  - 加利西亞大公丹尼爾·羅曼諾維奇奪回沃林
  - 阿爾比十字軍殲滅阿爾比派，經歷20年的暴力鎮壓結束
  - 荷蘭人發明了世界第一座風車